# Mistrzostwa Polski w Biathlonie 1969
3. Mistrzostwa Polski w biathlonie odbyły się w 1969 w Zakopanem. Rozegrano dwie konkurencje, bieg indywidualny mężczyzn na dystansie 20 kilometrów i sztafetę 3 x 7,5 km.

## Terminarz i medaliści
| Data | Konkurencja                | Złoto                                                 | Srebro                                                   | Brąz                                                |
| 1969 | Bieg indywidualny mężczyzn | Andrzej Rapacz WKS Zakopane                           | Jan Murdzek WKS Zakopane                                 | Wojciech Truchan WKS Zakopane                       |
| 1969 | Bieg sztafetowy mężczyzn   | WKS Zakopane Józef Różak Andrzej Fiedor Andrzej Nędza | WKS Zakopane Jan Murdzek Wojciech Truchan Andrzej Rapacz | WKS Zakopane T. Górny St. Bukowski Aleksander Klima |